# بخش میفلین (شهرستان ریچلند، اوهایو)
بخش میفلین (به انگلیسی: Mifflin Township) یک منطقهٔ مسکونی در ایالات متحده آمریکا است که در شهرستان ریچلند، اوهایو واقع شده‌است.
 بخش میفلین ۵۹٫۷ کیلومتر مربع مساحت و ۶٬۲۱۸ نفر جمعیت دارد و ۳۷۸ متر بالاتر از سطح دریا واقع شده‌است.